# Liste der Naturdenkmale in Obernheim
| Naturdenkmale | Anzahl |
| ------------- | ------ |
| FND           | 2      |
| END           | 4      |
| Gesamt        | 6      |

Die Liste der Naturdenkmale in Obernheim nennt die verordneten Naturdenkmale (ND) der im baden-württembergischen Zollernalbkreis liegenden Gemeinde Obernheim. In Obernheim gibt es insgesamt sechs als Naturdenkmal geschützte Objekte, davon zwei flächenhafte Naturdenkmale (FND) und vier Einzelgebilde-Naturdenkmale (END).
Stand: 29. Juli 2024.

## Flächenhafte Naturdenkmale (FND)
| Name                        | Bild | Kennung     | Einzelheiten                   | Position | Fläche Hektar | Datum        |
| --------------------------- | ---- | ----------- | ------------------------------ | -------- | ------------- | ------------ |
| Sinterkalk im Harrasbachtal |      | 83270090003 | Deilingen, Wehingen, Obernheim | ⊙        | 0,6           | 5. Aug. 1991 |
| Sinterkalk im Harrasbachtal |      | 84170470010 | Obernheim                      | ⊙        | 0,6           | 5. Aug. 1991 |
| Legende für Naturdenkmal    |      |             |                                |          |               |              |

## Einzelgebilde (END)
| Name                                              | Bild | Kennung     | Einzelheiten                                          | Position | Fläche Hektar | Datum         |
| ------------------------------------------------- | ---- | ----------- | ----------------------------------------------------- | -------- | ------------- | ------------- |
| Allee Ob Talsteig                                 |      | 84170470232 | Obernheim                                             | ⊙        | 0,0           | 28. Apr. 1995 |
| 1 Fichte „Lyratanne“                              | BW   | 84170470165 | Obernheim Nicht mehr in der LUBW-Datenbank vorhanden. | ⊙        | 0,0           | 10. Okt. 1949 |
| 1 Linde bei der ehemaligen Ziegelhütte (Weggabel) |      | 84170470162 | Obernheim                                             | ⊙        | 0,0           | 12. Aug. 1937 |
| 1 Linde bei der ehemaligen Ziegelhütte            |      | 84170470163 | Obernheim                                             | ⊙        | 0,0           | 12. Aug. 1937 |
| 2 Buchen bei der Kapelle                          |      | 84170470164 | Obernheim                                             | ⊙        | 0,0           | 12. Aug. 1937 |
| Legende für Naturdenkmal                          |      |             |                                                       |          |               |               |